# John Fairclough
Sir John Whitaker Fairclough (23 août 1930 - 5 juin 2003) est un concepteur informatique britannique, et plus tard conseiller politique du gouvernement.

## Biographie
John Fairclough fait ses études à la Thirsk Grammar School et étudie ensuite le génie électrique à l'Université de Manchester, avant de faire son service national avec la RAF.
En 1954, il rejoint le département informatique de Ferranti et en 1957 il rejoint IBM, travaillant notamment à Raleigh, Caroline du Nord, USA. Il retourne au Royaume-Uni pour être le directeur général d'IBM Hursley près de Winchester en 1974.
De 1986 à 1990, Fairclough est conseiller scientifique en chef du gouvernement conservateur britannique dirigé par Margaret Thatcher. Il quitte le Cabinet Office et est anobli en 1990. Cette année-là, il rejoint le conseil d'administration de NM Rothschild and Sons en 1990, devenant président de sa section capital-risque. Il est également impliqué dans un certain nombre de start-ups.
Il est président de la British Computer Society (1997-1998).
Il épouse sa première femme, Margaret Harvey, en 1954. Après sa mort en 1996, il se remarie avec Karen, en 2000. Il a deux fils et une fille de son premier mariage.